# Gordon Crooks Wilson
Pour les articles homonymes, voir Wilson.
Gordon Crooks Wilson (25 février 1872-4 mai 1937) est un homme politique canadien de l'Ontario. Il est député provincial de Wentworth-Nord de 1908 à 1911 ainsi que député fédéral conservateur de la circonscription ontarienne de Wentworth de 1911 à 1935.

## Biographie
Né à Dundas en Ontario, Wilson étudie à Dundas et ouvre une quincaillerie.
D'abord conseiller municipal de Dundas, il tente sans succès d'entrer à l'assemblée législative de l'Ontario à titre de député de Wentworth-Nord en 1905. Élu en 1908, il quitte son siège en 1911 afin de se présenter à l'élection générale fédérale.
Élu député fédéral en 1911, il est réélu en 1917, 1921, 1925, 1926 et en 1930. Il ne se représente pas en 1935.